# Покровский, Фёдор Кириллович
Фёдор Кириллович Покровский — советский хозяйственный и государственный деятель, Герой Социалистического Труда.

## Биография
Родился в 1928 году в деревне Покров Буйского района либо в селе Рождественское Шарьинского района на территории современной Костромской области. Член КПСС.
В 1947—1949 — кузнец 5-го разряда завода «Большевик» в городе Ленинграде.
В 1949—1971 — кузнец цеха № 12, бригадир кузнецов 2,5-тонного кузнечного молота Юргинского машиностроительного завода Министерства общего машиностроения СССР.
В 1971—1976 — заместитель начальника кузнечного цеха № 13, кузнечно-штампового цеха Юргинского машиностроительного завода.
В 1976—1992 — председатель профкома, руководящий работник социальной службы Юргинского машиностроительного завода.
Указом Президиума Верховного Совета СССР от 29 июля 1966 года присвоено звание Героя Социалистического Труда с вручением ордена Ленина и золотой медали «Серп и Молот».
Делегат XXIII съезда КПСС.
Умер в 1994 году в Юрге.

## Награды и звания
- Герой Социалистического Труда (29.07.1966)
- Орден Ленина (29.07.1966)
- Орден Октябрьской Революции (26.04.1971)